# Andy Smith
Andy Smith (Bromsgrove, 22 juni 1967) is een Engelse darter. Hij luistert  vanwege zijn omvang en liefhebberij voor taart naar de bijnaam The Pie Man. Smith stapte in 2004 over van de BDO naar de PDC.
Smith is voormalig winnaar van het Engels, Welsh en Noors Open in de tijd dat hij actief was voor de rivaliserende bond BDO. Daarbij speelde hij viermaal op de Embassy en sneuvelde hij steeds in de eerste ronde van het officieuze WK. Bij zijn debuut in 1997 in Frimley Green verloor hij van de Noord-Ier Geoff Wylie (2-3 in sets). Een jaar later was de toenmalig regerend Embassy-kampioen Les Wallace hem te machtig (eveneens 2-3 in sets). Na de millenniumwisseling verloor hij in zowel 2000 als 2001 van Co Stompé.
De overstap naar de PDC volgde, waar hij in 2005 twee regionale finales van het Budweiser UK Open op zijn naam wist te schrijven. Smith bereikte bij zijn debuut op het Ladbrokes World Darts Championship in 2006 de 3e ronde, maar verloor toen van Alan Warriner-Little. In 2007 eindigde zijn toernooi in Purfleet in de 2e ronde tegen de latere halvefinalist Andy Jenkins. Daarna werd hij vaak in de eerste ronde al uitgeschakeld, maar tijdens de PDC World Darts Championship 2011 haalde hij weer de derde ronde, maar verloor toen van Gary Anderson. In 2012 en 2013 verloor hij in de eerste ronde. Bij de PDC World Darts Championship 2014 haalde hij de tweede ronde na een zege op Steve Brown. In de tweede ronde verloor hij van James Wade. Bij de PDC World Darts Championship 2015 werd hij al in de eerste ronde uitgeschakeld door Ronny Huybrechts.

## Resultaten op Wereldkampioenschappen

### BDO
- 1997: Laatste 32 (verloren van Geoff Wylie met 2-3)
- 1998: Laatste 32 (verloren van Les Wallace met 2-3)
- 2000: Laatste 32 (verloren van Co Stompé met 2-3)
- 2001: Laatste 32 (verloren van Co Stompé met 1-3)

### PDC
- 2006: Laatste 16 (verloren van Alan Warriner met 2-4)
- 2007: Laatste 32 (verloren van Andy Jenkins met 2-4)
- 2008: Laatste 64 (verloren van Mensur Suljović met 2-3)
- 2009: Laatste 64 (verloren van Tony Ayres met 2-3)
- 2010: Laatste 64 (verloren van Darin Young met 2-3)
- 2011: Laatste 16 (verloren van Gary Anderson met 0-4)
- 2012: Laatste 64 (verloren van Scott Rand met 0-3)
- 2013: Laatste 64 (verloren van Daryl Gurney met 1-3)
- 2014: Laatste 32 (verloren van James Wade met 3-4)
- 2015: Laatste 64 (verloren van Ronny Huybrechts met 0-3)

## Resultaten op de World Matchplay
- 2006: Laatste 32 (verloren van Roland Scholten met 6-10)
- 2007: Laatste 32 (verloren van Barrie Bates met 8-10)
- 2008: Laatste 32 (verloren van Ronnie Baxter met 4-10)
- 2009: Laatste 32 (verloren van Alan Tabern met 5-10)
- 2010: Laatste 32 (verloren van James Wade met 8-10)
- 2011: Laatste 32 (verloren van Wes Newton met 2-10)
- 2012: Laatste 16 (verloren van Adrian Lewis met 7-13)
- 2013: Laatste 32 (verloren van Terry Jenkins met 3-10)
- 2014: Laatste 32 (verloren van James Wade met 5-10)